# 4140 Branham
4140 Branham este un asteroid din centura principală, descoperit pe 11 noiembrie 1976 de Felix Aguilar Obs..